# Nikola Prelčec
Nikola Prelčec (Zaječar, 12 novembre 1989) è un calciatore croato, centrocampista dello Štinjan Pola.

## Carriera

### Club
Il 1º luglio 2019 viene acquistato a titolo definitivo dalla squadra macedone del Borec.